# ハッピーバースデー!
『ハッピーバースデー!』は、1998年1月18日から1999年9月19日までフジテレビ系列局で放送されていたトークバラエティ番組である。放送時間は毎週日曜 20:00 - 20:54 （日本標準時）。

## 概要
6年間続いた『ダウンタウンのごっつええ感じ』が突如打ち切られた後、『日曜ビッグウェーブ』と題した単発枠や年末年始の特別編成で約2ヶ月繋いだ後に始まった新番組。毎回ゲストを2組招いてトークで彼らの人生を振り返りながら誕生日を祝っていた番組。レギュラーメンバーが祝福される事もある。本編開始直前の19:58 - 20:00には予告番組『ハッピーバースデー!まもなく開宴!』が放送されていた。オープニングテーマには、ザ・ブー・ラドリーズの「Wake Up Boo!」を起用していた。エンディングのスタッフロールでは、出演者とスタッフの名前の後に彼らの誕生日が記されていた。
1998年7月12日放送の「超豪華90分スペシャル」は第18回参議院議員通常選挙投票日と同日であったため、20時前に出口調査を発表後、終了時刻の20:54までL字画面による開票速報を交えて放送した。
番組は、1998年7月19日放送の『FNS27時間テレビ12』内で生放送スペシャルを実施した。レギュラー放送の終了後にも、『火曜ワイドスペシャル』枠で一度だけ復活スペシャルが放送され、また2000年1月1日には、前日から放送されている大型年越し番組『24時間まるごとライブ LOVE LOVE2000』内で、同番組のメイン司会・KinKi Kidsの堂本光一がこの日に誕生日を迎えたことを祝って復活した。

## 出演者

### 司会
- 陣内孝則
- 柳葉敏郎 - 1999年3月まで出演。
- 中村江里子（フジテレビアナウンサー） - 1999年3月まで出演。
- 田中美佐子 - 1999年4月から出演。最終回のみ出演せず、代わりに夫の深沢邦之（Take2）が出演した。
- 西山喜久恵（フジテレビアナウンサー） - 退社した中村に代わり、1999年4月から出演。
陣内・柳葉・中村司会時代、陣内は「ボス」、柳葉は「リーダー」と呼ばれていた。中村には特にこれといった愛称は無かった。

### レギュラー
- ココリコ（遠藤章造・田中直樹）
- 遠藤久美子
- 平山佐知子
- 京極孝仁

### アシスタント
- さわいりしのぶ
- ルミーヨ
- 高島優子
- 福沢美穂
- ほか

### ナレーター
- 磯部弘
- 郷里大輔

## スタッフ
カッコ内は誕生月日生まれ
- 構成：玉井貴代志(11/24)／右近享(5/9)、海老克哉(4/21)、あべ(10/8)、堀田延(8/9)、高橋ナツコ(9/19)、大野慶助(8/16)
- 美術制作：石鍋伸一朗(6/20)
- デザイン：越野幸栄(9/19)
- 美術進行：西村貴則(11/18)
- アートフレーム：石井智之(10/3)
- 大道具：永富育浩(12/11)、西村幸也(3/10)
- 装飾：門間誠(12/3)
- 持道具：網野高久(2/3)
- 衣裳：井戸川友美(9/28)
- メイク：輿石昌美(4/2)
- 視覚効果：藤本茂(11/10)
- 電飾：井野岡利保(2/9)
- アクリル装飾：平山晃哉(11/4)、今井輝彦(12/10)
- 生花装飾：坂口曜子(12/5)
- 楽器：磯元洋一(7/29)
- マルチスクリーン：田中楽(7/19)
- タイトルCG：田中秀幸(7/25)（フレイムグラフィックス）
- スタイリスト：直井政信(5/25)、曽山絵里(10/13)
- 技術プロデューサー：長瀧淳子(11/5)
- SW：島本健司(7/13)
- カメラ：花島和弘(10/9)、遠山康之(10/7)
- VE：斎藤雄一(1/3)
- 音声：高橋幸則(3/17)
- 照明：奈良芳男(10/13)、梶浦直政(10/8)
- PA：唐松秀弥(8/16)
- スターゲート：渡辺宗敏(1/10)
- 音響効果：西野有彦(5/4)、西山知史(5/2)、古屋ノブマサ(8/2)、岡戸久幸
- 編集：轟禎治(6/28)（D-Craft）、飯星岳(6/28)
- MA：若月正幸(6/5)、倉光恵一(7/10)
- TK：久保田有紀子(1/1)
- 編成：鈴木吉弘(5/15)
- 広報：丸山修一(8/17)
- リサーチ：三慶サービス、マンダラハウス、チェリオ
- 占星術：流智明(1/29)
- 照明協力：FLT、バリライト
- 技術協力：ニユーテレス、IMAGICA
- 制作協力：NCV、トスプランニング
- キャスティングプロデューサー：栗林堅太郎(9/11)
- アシスタントプロデューサー：高崎邦雄(8/26)
- ディレクター：白髭晋二(10/22)、林田竜一(9/8)、小椋淳(10/28)
- 演出：宮道治朗(10/4)
- プロデューサー：大前一彦(1/11)
- 制作：フジテレビ第二制作部（現・フジテレビバラエティ制作センター）
- 制作著作：フジテレビ